# بوگر ۸۱۹۰
سیارک ۸۱۹۰ (به انگلیسی: 8190 Bouguer، نامگذاری:1993ON9) هشت هزار و صد و نودمین سیارک کشف شده‌است که در ۲۰ ژوئیه ۱۹۹۳ کشف شد.
قدر مطلق سیارک برابر ۱۴٫۰۰ است.